# Hemisphärektomie
Als Hemisphärektomie wird in der Neurochirurgie die Entfernung einer Gehirnhälfte bezeichnet. Es handelt sich dabei um ein selten durchgeführtes Verfahren zur Behandlung schwerster Fälle von Epilepsie, z. B. bei Hemimegalenzephalie.

## Indikation
Voraussetzungen für die Durchführung sind, dass die Erkrankung durch große Bereiche einer einzelnen Hirnhälfte verursacht wird, dass die epileptischen Krampfanfälle durch Medikamente und andere Maßnahmen nicht behandelbar sind und dass bereits eine schwerwiegende Schädigung der betroffenen Hirnhälfte vorliegt oder im weiteren Krankheitsverlauf absehbar ist. Zu den unerwünschten Folgen einer solchen Operation zählen bei allen Patienten Lähmungen und in den meisten Fällen Sehstörungen auf der Körperseite, die der entfernten Hirnhälfte gegenüberliegt (kontralateral: siehe auch Kontralateralität des Vorderhirns).

## Geschichte
Eine experimentelle Hemisphärektomie bei einem Hund wurde erstmals 1888 von Friedrich Goltz durchgeführt. Die ersten fünf Anwendungen beim Menschen erfolgten zwischen 1921 und 1928 durch Walter Edward Dandy zur Behandlung von im Bereich der nicht-dominanten Hemisphäre gelegenen Gliomen mit diffuser Hirngewebsinfiltration. Zehn Jahre später wurde das Verfahren erstmals und nach dem Ende des Zweiten Weltkrieges in verstärktem Maße zur Behandlung von Epilepsien beziehungsweise anderen Erkrankungen mit epileptischen Symptomen eingesetzt. In den folgenden Jahren zeigte sich, dass der Nutzen bei der Behandlung von Hirntumoren im Verhältnis zu Risiken und Langzeitfolgen zu gering und somit nicht gerechtfertigt war. Aus diesem Grund spielt die Hemisphärektomie für diesen Bereich der Neurochirurgie seit den 1960er Jahren keine wesentliche Rolle mehr.

## Gegenwart
Zur Behandlung von schweren behandlungsresistenten Epilepsien ist diese Methode hingegen bis in die Gegenwart in der Epilepsiechirurgie von Bedeutung. Da die mit schweren Anfällen einhergehende seltene Rasmussen-Enzephalitis strikt auf eine Hirnhemisphäre beschränkt bleibt, wird bei dieser Erkrankung nicht selten eine Hemisphärektomie erwogen, wobei die Möglichkeit schwerster bleibender Funktionsausfälle gegen eine Anfallsfreiheit im Einzelfall abgewogen werden muss. Anstelle einer tatsächlichen vollständigen Entfernung der Hemisphäre (anatomische Hemisphärektomie) werden zunehmend auch weniger eingreifende Verfahren wie die Entfernung einzelner Lappen des Großhirns und die als Callosotomie bezeichnete Durchtrennung des Corpus callosum durchgeführt. Moderne Operationsverfahren, bei denen die Hemisphäre belassen und lediglich funktionell vom übrigen Gehirn abgekoppelt wird, werden als funktionelle Hemisphärektomie bezeichnet.
Auch Patienten mit dem Sturge-Weber-Syndrom leiden an Epilepsie, die sich nicht ursächlich behandeln lässt. Eine Behandlung der Symptome ist auch hier durch Hemisphärektomie denkbar.

## Folgen für das Verhalten
Im Jahr 2019 veröffentlichten Kliemann, Adolphs, Tyszka et al. im Fachmagazin Cell Reports ihre Studie „Intrinsic Functional Connectivity of the Brain in Adults with a Single Cerebral Hemisphere.“ In ihr stellen die Autoren sechs erwachsene Personen im Alter von 20 bis 30 Jahren vor, an denen während ihrer Kindheit eine Hemisphärektomie vorgenommen wurde. Im Vergleich zur Norm (n = 1.482) verhielten sich die Betroffenen „völlig normal.“